# Marvelous Nakamba
Marvelous Nakamba (Hwange, 19 gennaio 1994) è un calciatore zimbabwese, centrocampista del Luton Town e della nazionale zimbabwese.

## Carriera

### Club
Dopo aver passato due stagioni in Zimbabwe con i Bantu Rovers si trasferisce nel campionato francese, dove veste la casacca del Nancy ed esordisce in Ligue 1. Dal 2014 al 2017 è stato centrocampista del Vitesse. Nell'estate del 2017 si trasferisce a titolo definitivo al Club Bruges. Il 1º agosto 2019 viene ceduto all'Aston Villa per 12 milioni di euro circa.

### Nazionale
Ha fatto il suo debutto per la nazionale zimbabwese nel 2015.

## Palmarès

### Club

#### Competizioni nazionali
- Coppa dei Paesi Bassi: 1

Vitesse: 2016-2017
- Campionato belga: 1

Club Bruges: 2017-2018
- Supercoppa del Belgio: 1

Club Bruges: 2018